# Niklas Friman
Niklas Friman (ur. 30 kwietnia 1993 w Raumie) – fiński hokeista, reprezentant Finlandii, olimpijczyk.
Jego ojciec Kari-Pekka (ur. 1966) i brat Matias (ur. 1996) zakże zostali hokeistami.

## Kariera
- TuTo U16 (2008-2009)
- TuTo U18 (2008/2009)
- TuTo U20 (2008/2009)
- TPS U18 (2009-2011)
- TPS U17 (2010)
- TPS U20 (2010-2013)
- TPS (2012-2016)
  -  Kiekkohait  (2011/2012)
  -  TuTo (2014/2015)
- HPK (2016)
- JYP (2016-2017)
  -  JYP-Akatemia (2016-2017)
- HPK (2017-2020)
- Jokerit (2020-2022)
- HPK (2022-)
- Brynäs IF (2022-2023)
- Ilves (2023-)

Wychowanek klubu TuTo Hockey. Od 2009 rozwijał karierę w drużynach klubu TPS do 2016. Latem tego roku przeszedł do HPK, a następnie pod koniec września 2016 do JYP. Od kwietnia 2017 ponownie reprezentował HPK, rozgrywając w jego barwach trzy kolejne sezony, a w ostatnim tj. edycji Liiga (2019/2020) był kapitanem drużyny. W maju 2021 został zaangażowany przez Jokerit, występujący z rosyjskich rozgrywkach KHL. Po wycofaniu się Jokeritu z KHL w sezonie 2021/2022 pod koniec lutego 2022 został ponownie graczem HPK. Od maja 2022 reprezentował szwedzki Brynäs IF. Po sezonie 2022/2023 odszedł z tego klubu. W maju 2023 ogłoszono jego transfer do Tampereen Ilves.
W barwach reprezentacji Finlandii uczestniczył w turniejach zimowych igrzysk olimpijskich 2022, mistrzostw świata edycji 2022.

## Sukcesy
Reprezentacyjne
- Złoty medal zimowych igrzysk olimpijskich: 2022
- Złoty medal mistrzostw świata: 2022

Klubowe
- Złoty medal U17 SM-sarja: 2010 z TPS U17
- Srebrny medal U18 SM-sarja: 2011 z TPS U18
- Hopealuistin: 2017 z JYP
- Brązowy medal mistrzostw Finlandii: 2017 z JYP
- Złoty medal mistrzostw Finlandii: 2019 z HPK